# Alexander Fritz
Alexander Fritz (* 15. Januar 1857 in Kirchlotheim, Hessen; † 22. April 1932 in Alsfeld) war ein starker deutscher Schachspieler.

## Biografie
Fritz war der Sohn eines Pfarrers. In Gießen studierte er Jura, danach arbeitete er als Rechtsanwalt in Gernsheim und Darmstadt, zuletzt als Geheimer Justizrat in Alsfeld.

## Schachspieler
Aus beruflichen Gründen nahm Fritz recht selten an Schachturnieren teil. Sein erstes großes Turnier bestritt er 1877 in Leipzig, wo er im Hauptturnier antrat. 1878 teilte er in Frankfurt am Main im Meisterturnier mit Wilfried Paulsen Platz fünf. Weitere Turniere bestritt er 1880 in Wiesbaden (Platz 13), im gleichen Jahr in Braunschweig (Platz 9) sowie die deutschen Meisterschaften 1883 in Nürnberg, 1887 in Frankfurt, 1889 in Breslau, 1898 in Köln und 1908 in Düsseldorf, wo er auf die stärksten Spieler seiner Zeit traf. Dabei gewann er beispielsweise 1883 gegen Schallopp und 1908 gegen Mieses.
Nach ihm ist eine Variante im Zweispringerspiel im Nachzuge benannt: Nach den Zügen 1. e2–e4 e7–e5 2. Sg1–f3 Sb8–c6 3. Lf1–c4 Sg8–f6 4. Sf3–g5 d7–d5 5. e4xd5 wird nun mit 5. … Sc6–d4 die Fritz-Variante eingeleitet.
Oft spielte er im Rahmenprogramm von Turnieren blindsimultan, meist gegen zehn Gegner, auch unterhielt er gelegentlich auf Festen die Gäste mit Gesangsdarbietungen.

## Organisator
Zusammen mit seinem Freund, dem Erfurter Stadtrat Fritz Riemann, unterstützte er das deutsche Schach. Dafür ernannte ihn 1927 in Magdeburg auf der Bundesversammlung Walter Robinow zum Ehrenmitglied des Deutschen Schachbundes.